# Lamia Boumehdi
Lamia Boumehdi (en arabe : لمياء بومهدي), née le 27 septembre 1983 à Berrechid, est une footballeuse internationale marocaine, reconvertie entraîneuse.
Elle est à ce jour la plus jeune joueuse à débuter en équipe du Maroc.

## Biographie
Lamia Boumehdi nait à Berrechid où elle découvre le football assez tôt grâce à sa mère qui lui fait cadeau d'un ballon à l'âge de sept ans.

### Joueuse

#### Carrière en club
Lamia Boumehdi joue au football avec les garçons jusqu'à l'âge de ses treize ans, soit l'année où sa mère fonde l'équipe du FC Berrechid. Un club 100% féminin qui voit le jour où Lamia évolue durant plusieurs saisons.
Lors de l'année 2003, elle quitte le Maroc pour venir en France passer des essais au Paris Saint-Germain, mais elle n'est pas retenue.
En 2004, elle part en Norvège pour s'essayer dans un des clubs de Trondheim. Mais elle se blesse à la mâchoire dans un accident. Une blessure qui l'éloigne des terrains pendant plusieurs semaines.
Après la France et la Norvège, Lamia Boumehdi voyage en Italie et évolue pendant quelques mois dans un club de la ville de Pérouse (Perugia futsal), avant de regagner le Maroc et de retrouver le FC Berrechid avec lequel elle remporte plusieurs titres régionaux et nationaux.
Durant l'été de 2007, Lamia Boumehdi et FC Berrechid s'envolent à Tunis pour représenter le Maroc au Championnat d'Afrique des clubs féminins organisée par l'UNAF. Compétition que le FC Berrechid remporte en terminant premier du tournoi après un nul (face à Al-Amir Abdelkader d'Algérie, 1-1) et deux victoires (face au Caire d'Égypte 2-1 et contre l'équipe de Tunsair de Tunisie 5-1).
Durant la saison sportive 2008-2009, elle prend la direction du Liban pour jouer au Sadaka SC avec qui elle remporte le championnat et la coupe nationale.
Elle termine par ailleurs meilleure buteuse du championnat libanais (14 réalisations).
Mais à l'âge de 26 ans, elle se blesse au genou (ligaments croisés) et est contrainte de mettre fin à sa carrière de footballeuse.

#### Carrière internationale
Alors qu'elle n'a que seize ans, Lamia Boumehdi devient en 1999 la plus jeune joueuse à être appelée en équipe du Maroc, sous la houlette de Slimani Alaoui, pour prendre part à plusieurs matchs internationaux et stages.
Elle prend part aux éliminatoires de la CAN 2000 face à l'Algérie en juillet et août 2000. Le Maroc, avec Lamia Boumehdi titulaire, s'imposent au match aller comme au retour (3-0 puis 3-1).
Le Maroc se qualifie ainsi pour la deuxième fois de son histoire à la CAN après celle jouée en 1998. Lamia Boumehdi, alors qu'elle vient de célébrer ses 17 ans, est sélectionnée pour disputer la phase finale qui a lieu durant le mois de novembre en Afrique du Sud. Compétition à l'issue de laquelle le Maroc se fait sortir au 1er tour en perdant toutes ses rencontres dans un groupe composé du Cameroun, du Nigéria et du Ghana. Plus jeune joueuse africaine à prendre part à la compétition, Lamia Boumehdi joue tous les matchs en tant que titulaire,.
En 2001, l'équipe nationale des -19 ans avec à ses rangs Boumehdi partent au Caire disputer le Championnat arabe junior. Le Maroc remporte la compétition après s'être imposé face à l'Algérie en demi-finale (1-0) et face à l'Égypte en finale (2-0). C'est le seul titre avec la sélection que Lamia possède.

### Entraîneuse
Bien qu'elle se soit blessée, ceci ne l'empêche pas de quitter le monde du football.
Elle décide de passer ses diplômes d'entraîneur et de suivre diverses formations, notamment à l'étranger.
En 2012, elle obtient le diplôme CAF de licence C, puis part en Allemagne en 2015 pour étudier à l'Université de Leipzig dans le domaine des sciences du sport. Après 5 mois de formation, elle finit par décrocher une certification de ladite formation,.
Ces différents prérequis lui permettent d'entraîner le Wydad Athletic Club à partir de 2015 jusqu'en 2016.
Après cette première expérience avec le WAC, elle obtient le diplôme CAF de licence B qui permet d'entraîner des équipes de la catégorie de moins de 17 ans et puis décroche à Cameroun le diplôme d'instructeur CAF.
La FRMF nomme Lamia Boumehdi en tant que sélectionneuse des équipes du Maroc des moins de 17 ans puis des moins de 20 ans.
Avec les moins de 17 ans, Lamia Boumehdi et ses joueuses remportent le tournoi Girls Alsace Cup qui a lieu dans la ville de Colmar en France qui connait la participation de plusieurs clubs européens tels que le PSG, l'OL encore le RSC Anderlecht.
Avec les moins de 20 ans, elle remporte la médaille de bronze aux Jeux africains de 2019 disputés à Rabat ainsi que le Tournoi UNAF qui s'est déroulé la même année au mois d'octobre à Tanger.
Puis en 2020, à la suite du départ de l'Américaine Lelly Lindsey et juste avant la venue du Français Reynald Pedros, Boumehdi est nommée pour prendre les rênes de l'équipe A du Maroc par intérim avec qui elle prend part à un rassemblement à Accra en novembre. Stage durant lequel, le Maroc affronte le Ghana dans une double confrontation amicale qui se solde par deux défaites marocaines (3-1, puis 2-0).

#### Avec le TP Mazembe (depuis 2023)
Le 29 mars 2023, Lamia Boumehdi est nommée pour entraîner l'équipe congolaise du TP Mazembe,. Club avec lequel elle remporte le championnat national après s'être imposé en finale face DC Bweremena.
Avec le TP Mazembe, elle remporte le Tournoi de l'UNIFFAC qui qualifie le club pour la phase finale de la Ligue des champions féminine de la CAF 2024. Avec cette même équipe, elle remporte ladite Ligue des Champions pour la première fois, en s'imposant en finale contre le club marocain de AS FAR (1-0). Grâce à cette consécration, elle se voit décerner par la CAF, le prix de meilleure entraîneuse de l'année en Afrique.

## Palmarès

### En tant que joueuse
| FC Berrechid (5) | Sadaka SC (2)                                                                          | Maroc -20 ans (1)                                 |
| --- | -------------------------------------------------------------------------------------- | ------------------------------------------------- |
| - Championnat du Maroc (3) - Championne : 2005, 2006 et 2008 - Vice-championne : 2007 - Coupe du Trône (1) - Vainqueur : 2008 - Championnat d'Afrique du Nord (1) - Vainqueur : 2007 | - Championnat du Liban (1) - Championne : 2009 - Coupe du Liban (1) - Vainqueur : 2009 | - Championnat arabe junior (1) - Vainqueur : 2001 |

### En tant qu'entraîneuse
| Équipe du Maroc -20 ans (1)                                                | TP Mazembe (4) |
| -------------------------------------------------------------------------- | --- |
| - Tournoi UNAF (1): - Vainqueur : 2019 - Jeux africains: - 3e place : 2019 | - Championnat de la RD Congo (2): - Championne : 2023 et 2024 - Ligue des champions de la CAF (1): - Vainqueur : 2024 - Tournoi de l'UNIFFAC (1): - Vainqueur : 2024 |